# Meilenstein (Beidersee)

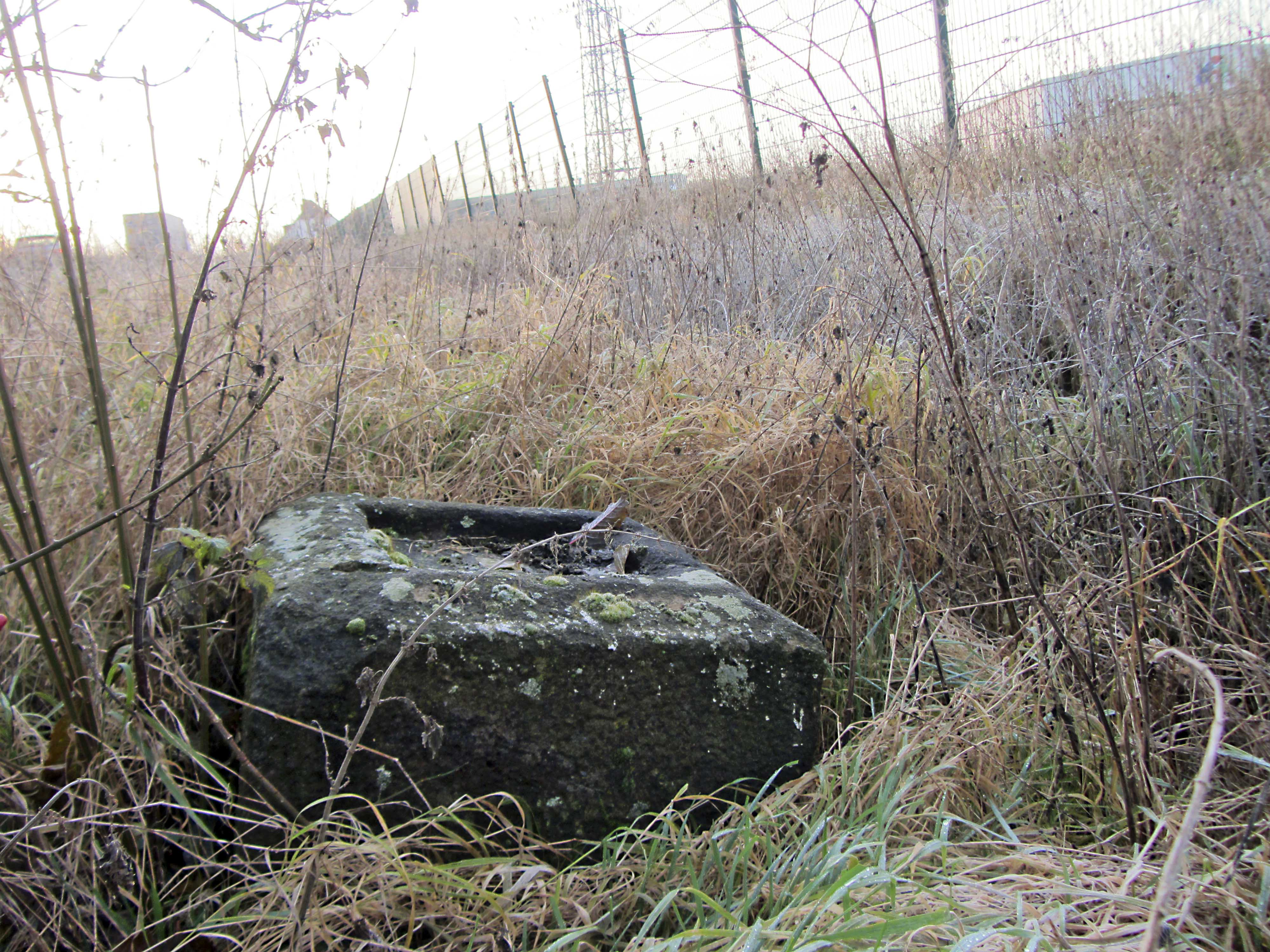
Meilenstein bei Beidersee, im klein im Hintergrund das Chausseehaus Sylbitz

Der Meilenstein von Beidersee ist ein denkmalgeschützter Meilenstein auf dem Gebiet des Ortsteiles Beidersee der Gemeinde Petersberg in Sachsen-Anhalt. Im örtlichen Denkmalverzeichnis ist der Meilenstein unter der Erfassungsnummer 094 98372 als Kleindenkmal verzeichnet.

## Geschichte
Der Meilenstein von Beidersee ist ein preußischer Halbmeilenstein, der im Jahr 1800 durch das Königreich Preußen an der Magdeburger Chaussee, die von Magdeburg über Halle nach Leipzig führte, errichtet wurde. Heute handelt es sich um den ehemaligen Verlauf der Bundesstraße 6. Von diesem Meilenstein waren es bis nach Magdeburg 9½ preußischen Meilen. In seiner ursprünglichen Form soll er dem Ganzmeilenstein bei Grube Ferdinande geähnelt haben. Erhalten geblieben ist nur der untere Teil des Meilensteines, der Verbleib des oberen Teiles ist nicht bekannt.

## Lage
Der Meilenstein befindet sich nördlich von Beidersee, ca. 100 m nördlich des Chausseehaus Sylbitz im Graben.